# Maciej Floris
Maciej Floris (zm. 24 sierpnia 1482) – polski dominikanin, kaznodzieja i inkwizytor.

## Życiorys
Pochodził prawdopodobnie z Krakowa, a w każdym razie był związany z krakowskim konwentem dominikańskim. W 1462 kapituła prowincjonalna polskich dominikanów skierowała go jako studenta do zakonnego studium generalnego w Krakowie. W 1474 generał zakonu Leonard Mansueti mianował go kaznodzieją i udzielił zezwolenia na sprawowanie tej funkcji w różnych konwentach polskiej prowincji dominikańskiej. Kapituła generalna zakonu w 1481 mianowała go wicelektorem Biblii w krakowskim studium generalnym na rok 1482/83, nie wiadomo jednak, czy zdążył w ogóle objąć tę funkcję, gdyż według nekrologu krakowskich dominikanów zmarł 24 sierpnia 1482.
W tradycji zakonnej zapamiętany został jako wyjątkowo zdolny i elokwentny kaznodzieja oraz inkwizytor. Współczesny historyk Maciej Zdanek podał w wątpliwość to ostatnie podanie, wskazując, że nie potwierdzają go źródła piętnastowieczne, a nadto, że ze względów chronologicznych Maciej Floris nie mógł sprawować urzędu inkwizytora w diecezji krakowskiej. Nie wykluczył jednak, że mimo powiązań z konwentem krakowskim mógł zostać wyznaczony inkwizytorem dla jakiejś innej diecezji. Sprawowanie przez Macieja funkcji inkwizytora potwierdzają dwa piętnastowieczne, dominikańskie nekrologi (krakowski i lwowski) oraz późniejsi historiografowie zakonni (Seweryn Lubomelczyk, Abraham Bzowski, Walery Litwiniec, Klemens Chodykiewicz). Według Chodykiewicza był on inkwizytorem dla diecezji chełmińskiej, co rozwiązywałoby trudności chronologiczne wskazywane przez Zdanka.